# Dubrovački trubaduri

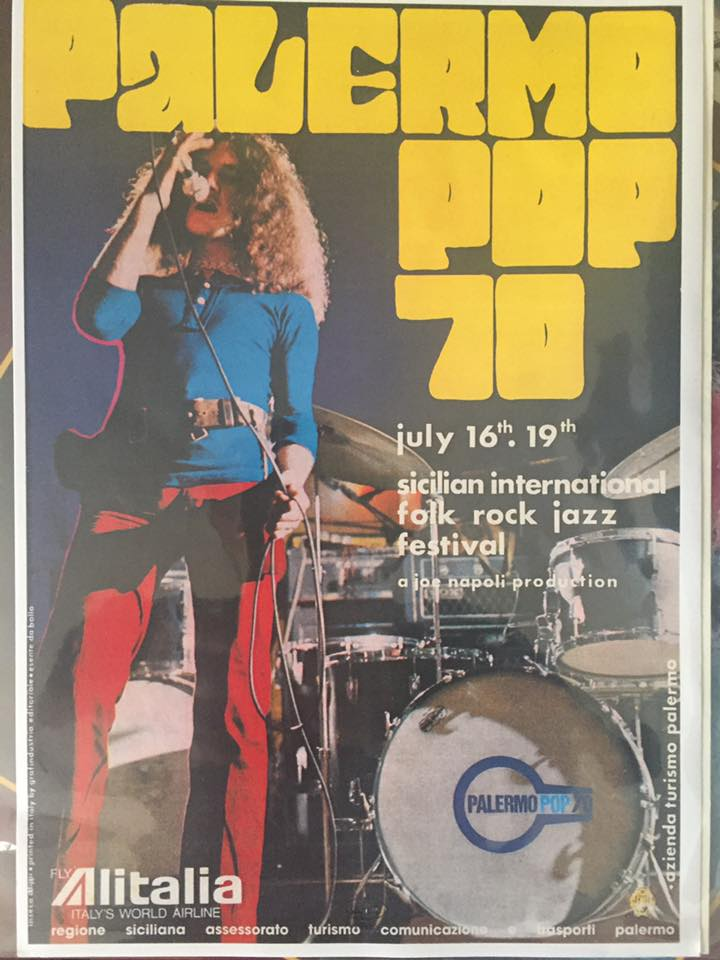
Locandina del Palermo Pop 70

I Dubrovački trubaduri (in italiano: "I trovatori di Dubrovnik") sono stati un gruppo musicale jugoslavo di genere folk e pop fondato a Ragusa (Croazia) nel 1961 da Đelo Jusić e attivo fino agli anni Ottanta. 
Loro particolarità era di esibirsi vestiti con abiti medievali e rinascimentali, in accordo con la loro musica, che mescolava appunto pop e folk medievale. Alcune delle loro canzoni di maggior successo, pur cantate in croato, hanno titoli e ritornelli in lingua italiana ("La musica di notte", "Addio mare"), espressione del carattere adriatico della loro musica, che portò innovazione nella musica croata e jugoslava di quegli anni. Ripubblicarono anche alcune canzoni croate degli anni '30 (per esempio "Marijana") nel frattempo cadute in dimenticatoio, e che - dopo le loro nuove incisioni - vennero considerate rielaborazioni di motivi tradizionali e non di canzoni d'autore. Furono molto popolari in Jugoslavia negli anni Sessanta e Settanta e le loro canzoni, a distanza di decenni, vengono eseguite ancora oggi in tutti i paesi jugoslavi. 
Le origini dei Dubrovački trubaduri risalgono al 1956, quando un gruppo di studenti ed insegnanti della scuola dell'obbligo di Ragusa si incontrava per suonare e cantare le canzoni popolari dell'epoca. L'insegnante Đelo Jusić compose per loro la canzone "Himna Šestog D" (L'inno della Sesta D), che rappresentò l'esordio non ufficiale del gruppo. La decisione di formare un gruppo stabile maturò nel 1961, al matrimonio di Đelo Jusić, durante il quale sei amici (compreso lo stesso Jusić) cantarono per gli sposi. Il gruppo si formò ufficialmente come sestetto beat vocale-strumentale che eseguiva un misto di musica pop e folk, suonando le proprie composizioni per le strade di Ragusa in estate. Conservando melodie tradizionali dalmate e canto polifonico, strumenti tradizionali mediterranei come il mandolino, ma con arrangiamenti moderni, fusero musicalità antiche e moderne, con testi tipicamente romantici e dal forte sapore mediterraneo, in controtendenza con la musica jugoslava dell'epoca partecipante a festival o rassegne canore. Iniziarono quindi ad esibirsi stabilmente all'Hotel Jadran della stessa città, a cui seguirono concerti in altre località (a Makarska, in appoggio ai terremotati), e nel 1962, a Zagabria, Sarajevo e Belgrado, a cui fece seguito la partecipazione ad un programma televisivo della capitale. Fallita una tournée in Germania Ovest, interruppero la collaborazione fino al 1964, e nel 1966 parteciparono - fuori concorso - all'evento belgradese che sceglieva la canzone partecipante all'Eurovision Song Contest. Vennero comunque notati dal musicista zagabrese Pero Gotovac, che li aiutò a organizzare una serie di concerti a Belgrado, alla quale seguì la pubblicazione di un disco con la Jugoton. La partecipazione al Festival di Spalato nel 1967, con la canzone "Luda Mladost", che ottenne sette premi, li rese uno dei gruppi musicali più popolari della Jugoslavia. Parteciparono quindi in rappresentanza del loro paese all'Eurovision Song Contest 1968 di Londra con la canzone "Jedan dan", dopo aver superato la competizione apposita a Skopje. Non consentendo le regole della competizione canora la partecipazione ai gruppi musicali, i Dubrovački trubaduri si esibirono ufficialmente come un duo composto da Luciano Capurso e Hamo Hajdarhodžić con un trio di accompagnamento. La canzone arrivò al settimo posto in classifica ed ottenne successo in Jugoslavia, dominando la scena locale, e in Europa, venendo pubblicata in quasi venti stati. Dopo l'insoddisfazione per le precedenti partecipazioni all'Eurovision Song Contest, con la semplicità e l'allegria dell'esibizione dei Dubrovački trubaduri, insieme all'alta qualità delle melodie e agli interpreti musicalmente abili, la Jugoslavia aveva finalmente trovato perfetti rappresentanti internazionali della nazione e dei suoi lasciti musicali. La canzone venne pubblicata anche in lingua inglese ("A Day Or Two") in Jugoslavia e in Finlandia, mentre in diversi paesi d'Europa venne pubblicata la versione in croato . Per i Dubrovački trubaduri iniziò così una serie di concerti in Europa e negli Stati Uniti. Nel 1970 parteciparono al festival Palermo Pop. Nel 1972 il regista di documentari Marin Marušić girò un film musicale sulla loro carriera. Il successo internazionale delle loro canzoni contribuì alla promozione della Jugoslavia come meta turistica. Tra i componenti del gruppo, vi fu anche - per un anno - Oliver Dragojević.